# دوروثي برايس
دوروثي برايس (بالإنجليزية: Dorothy Price)‏ هي عالمة أمريكية، ولدت في 1899، وتوفيت في 1980.